# Филмор (Индијана)
Филмор (енгл. Fillmore) град је у америчкој савезној држави Индијана.

## Демографија
По попису из 2010. године број становника је 533, што је 12 (-2,2%) становника мање него 2000. године.
| Група             | 2000.       | 2010.       |
| Белци             | 532 (97,6%) | 490 (91,9%) |
| Афроамериканци    | 1 (0,2%)    | 3 (0,6%)    |
| Азијати           | 1 (0,2%)    | 3 (0,6%)    |
| Хиспаноамериканци | 8 (1,5%)    | 28 (5,3%)   |
| Укупно            | 545         | 533         |